# Luigi Marchisio

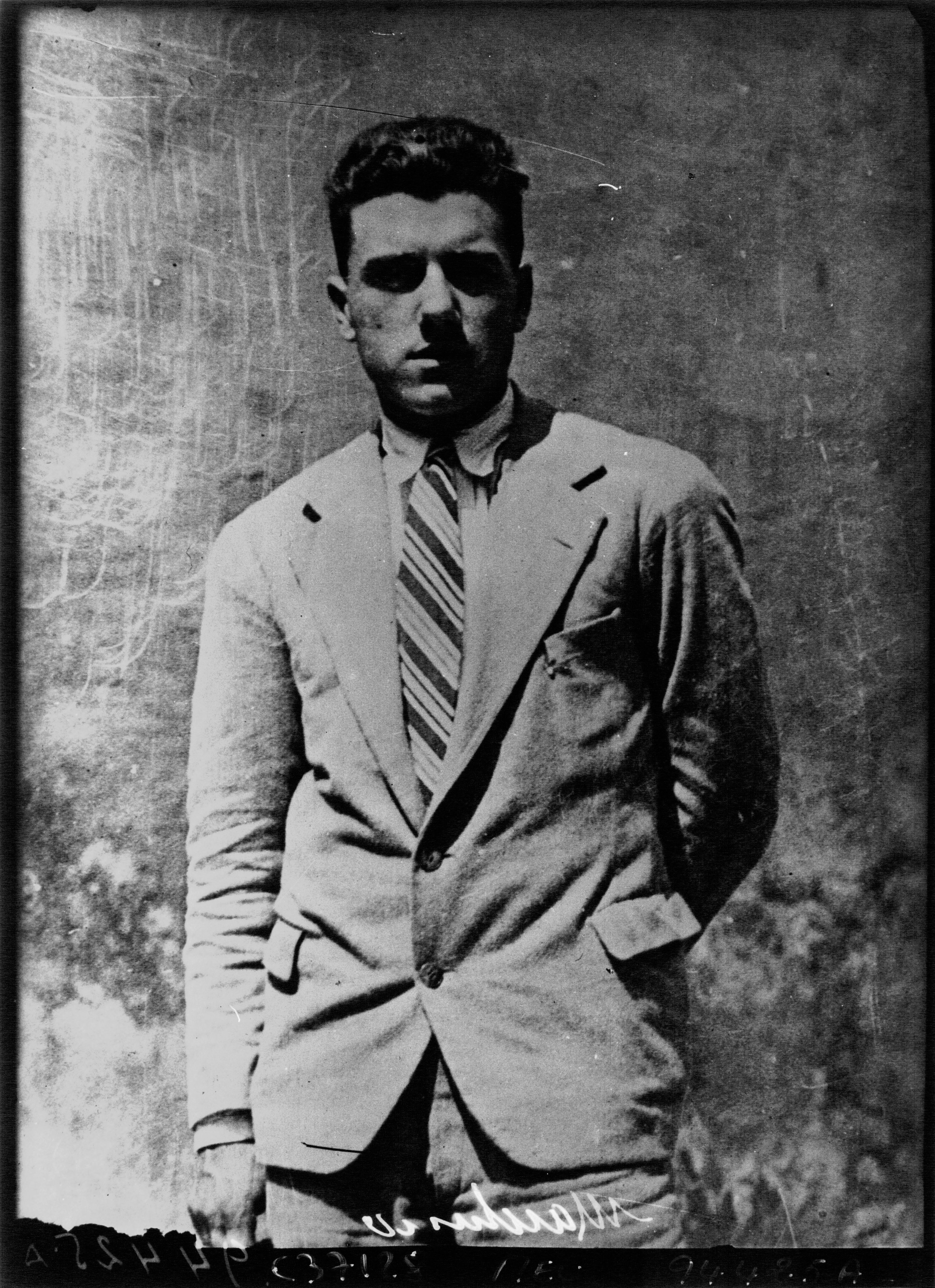
Luigi Marchisio (1932)

Luigi Marchisio (* 26. April 1909 in Castelnuovo Don Bosco; † 3. Juli 1992) war ein italienischer Radrennfahrer.
Als Amateur siegte er 1928 im Piccolo Giro di Lombardia.
Sein größter Erfolg war der Gewinn der Gesamtwertung des Giro d’Italia 1930, nachdem der mehrfache Sieger Alfredo Binda auf Drängen der Veranstalter nicht zum Giro antrat, da diese befürchteten, dass er durch einen erneuten Sieg das Zuschauerinteresse mindern würde.

## Palmares
1930
- 3. Etappe Giro d’Italia
- 4. Etappe Giro d’Italia
- Gesamtsieger Giro d’Italia
- Reggio-Calabria-Rundfahrt

1931
- Gesamtdritter Giro d’Italia

1932
- Barcelona-Madrid
- Coppa Arpinati

## Tourteilnahmen
- 1932 – 26.

## Mannschaften
- 1929 – Legnano
- 1930 – Legnano
- 1931 – Legnano
- 1932 – Bianchi
- 1933 – Olympia & O.Egg